# 底格里斯河鱒
底格里斯河鱒，為輻鰭魚綱鮭形目鮭科的一種，為溫帶淡水魚，分佈於亞洲土耳其底格里斯河流域，體長可達40公分，棲息在礫石底質溪流底中層水域，生活習性不明。